# Sven-Hedin-Gletscher
Der Sven Hedin Gletscher (englisch Sven Hedin Glacier) ist ein kanadischer Gletscher nördlich der Princess Marie Bay auf der Ellesmere-Insel in Nunavut im Norden von Kanada.

## Etymologie
Der Sven Hedin Gletscher wurde nach dem schwedischen Geographen Sven Hedin benannt. Die Princess Marie Bay trägt den Namen von Marie Amelie von Baden, der jüngsten Tochter von Karl Ludwig Friedrich von Baden. Marie Amelie von Baden war mit William Alexander Anthony Douglas-Hamilton verheiratet.

## Forschungsgeschichte
Der Sven Hedin Gletscher wurde 1934–1935 von der Oxford University Ellesmere Land Expedition erforscht. Nach ihren Forschungsergebnissen im Jahr 1935 vergrößerte sich der Gletscher zu diesem Zeitpunkt.